# Marjorie Veyssière
Marjorie Veyssière, född 18 maj 1996 i Aurillac, är en fransk friidrottare som tävlar i 200 meter, 400 meter och 4×400 meter stafett.

## Karriär
I augusti 2022 vid EM i München var Veyssière en del av Frankrikes stafettlag som inte lyckades kvalificera sig för finalen på 4×400 meter. I februari 2023 tog hon brons på 400 meter vid franska inomhusmästerskapen i Aubière och noterade ett nytt personbästa inomuhus på 53,01 sekunder. I augusti 2023 vid VM i Budapest var Veyssière en del av Frankrikes stafettlag som slutade på nionde plats på 4×400 meter.

## Tävlingar

### Internationella
| År                     | Tävling                        | Plats                  | Placering              | Gren                   | Tid                    |
| Tävlande för Frankrike | Tävlande för Frankrike         | Tävlande för Frankrike | Tävlande för Frankrike | Tävlande för Frankrike | Tävlande för Frankrike |
| ---------------------- | ------------------------------ | ---------------------- | ---------------------- | ---------------------- | ---------------------- |
| 2022                   | Europamästerskapen             | München                | 11:e (h)               | 4×400 m stafett        | 3.29,64                |
| 2023                   | Världsmästerskapen             | Budapest               | 9:e                    | 4×400 m stafett        | 3.28,35                |
| 2024                   | Europamästerskapen             | Rom                    | 2:a (h)                | 4×400 m stafett        | 3.25,15                |
| 2025                   | Europeiska inomhusmästerskapen | Apeldoorn              | 5:e                    | 4×400 m stafett        | 3.25,80                |

### Nationella
| - Franska friidrottsmästerskapen (utomhus): - 2024: Brons – 400 meter (53,01 sekunder, Angers) | - Franska friidrottsmästerskapen (inomhus): - 2023: Brons – 400 meter (53,01 sekunder, Aubière) - 2025: Brons – 400 meter (53,45 sekunder, Miramas) |

## Personliga rekord
- 200 meter – 23,93 s (Aix-les-Bains, 25 juni 2023)[6]
- 400 meter – 52,13 s (Montreuil, 16 maj 2024)[6]